# Frau Komachi empfiehlt ein Buch
Frau Komachi empfiehlt ein Buch (Originaltitel: japanisch お探し物は図書室まで Osagashimono wa toshoshitsu made)' ist ein Roman von Michiko Aoyama. Er erschien erstmals 2020. Die deutschsprachige Übersetzung erschien 2023.

## Inhalt
Die Handlung des Romans besteht aus fünf Episoden. Sie trägt sich hauptsächlich in einer Gemeindebücherei in einer japanischen Provinzstadt zu.

### Tomoko
Tomoko ist 21 Jahre alt und hat ein College in Tokio besucht. Nach ihrer Rückkehr in die Provinz arbeitet sie als Modeverkäuferin in einem Kaufhaus. Sie möchte sich weiterbilden und sucht deshalb eine Bücherei auf, um Lehrmaterial für einen Excel-Kurs zu bekommen. Die Bibliothekarin empfiehlt ihr neben den Fachbüchern auch ein Kinderbuch. Tomoko merkt, dass ihr ihre Zeit in Tokio zuerst als großer Erfolg vorkam, sie aber schnell ernüchtert wurde und sie sich zu vernachlässigen begann. Durch das Kinderbuch lernt sie für sich etwas zu backen. Außerdem rät ihr die Bibliothekarin zu mehr Optimismus in ihrem Beruf, wofür sich Tomoko bei ihr bedankt.

### Ryo
Der schüchterne Angestellte Ryo erinnert sich noch oft daran, dass er als Schüler einmal in einem Antiquitätengeschäft einen englischen Teelöffel aus dem Jahre 1905 gekauft hat. Die Expertise des Verkäufers und die Atmosphäre des Ladens haben ihn damals so sehr beeindruckt, dass in ihm selbst der Wunsch aufkam einmal einen eigenen Laden zu betreiben.
Als er bei Frau Komachi um Rat bittet, empfiehlt sie ihm neben den Fachbüchern zu Geschäftseröffnungen auch ein Botanikbuch und schenkt ihm eine aus Filz gestochene Katze. Ryo erkennt, dass es zwischen der Botanik und menschlichen Beziehungen viele, oft ungeahnte, Verbindungen gibt. Die Filzkatze bringt ihn auf die Idee, sich über eine zuvor neu eröffnete Katzenbuchhandlung zu informieren, was ihn weiter in seiner Absicht ermutigt. Als seine Freundin Hina ihm von einem Mineralienkurs in einer Grundschule erzählt, kommen beide auf die Idee ein Mineraliengeschäft zu eröffnen.

### Natsumi
Als Natsumi, die als Redakteurin in einer Zeitschriftenredaktion arbeitet, schwanger wird und eine Tochter bekommt, fällt es ihr schwer, die zusätzlichen Aufgaben mit ihrer ohnehin schon anspruchsvollen Arbeit zu verbinden. Von Frau Komachi werden ihr mehrere Kinderbücher empfohlen, aber auch der Ratgeber „Das Tor zum Mond“. In diesem Buch erkennt Natsumi die Erfahrung eines jeden Kindes, dass der Weihnachtsmann nicht existiere, er aber von den Erwachsenen in den Herzen getragen werde. Außerdem teilt der Ratgeber die Wahrnehmung der Menschen in ein Sonnenauge, das rational urteilt und ein Mondauge, das mehr zum Phantastischen tendiert. Beide Augen seien für die vollständige Beurteilung der Welt notwendig.
In Natsumi reift der Entschluss den Arbeitgeber zu wechseln. Anstelle einer Zeitschriftenredaktion möchte sie in einem Bücherverlag arbeiten. Als sie eine Stelle angeboten bekommt, merkt sie, dass es derselbe Verlag ist, der das Buch „Das Tor zum Mond“ veröffentlicht hat. Natsumi merkt auch, dass es inzwischen eine neue Auflage gibt, die in ihrem Layout verändert worden ist. Dadurch kommt dem Inhalt ein neuer Bedeutungsaspekt zu, den sie vorher nicht gekannt hat. Am Schluss erinnert sie sich noch an den Text über den Weihnachtsmann und daran, dass er auch in einer anderen Formulierung noch Gültigkeit besitze.

### Hiroya
Obwohl er im Berufsleben erfolglos gewesen ist, besitzt Hiroya eine Begabung für das Zeichnen. Sein ursprünglicher Berufswunsch war es Illustrator zu werden, aber die Chancen auf eine Anstellung waren zu niedrig. In der Bücherei leiht er sich einige Bücher aus, zusätzlich empfiehlt ihm Frau Komachi die Evolutionslehre von Charles Darwin. Hiroya erkennt, dass auch in sozialen Beziehungen die Angepassteren die Erfolgreicheren sind und er erfährt von der Konkurrenz Darwins mit dem inzwischen weitgehend vergessenen Alfred Russel Wallace, der unabhängig von ihm die Evolutionstheorie entdeckt hatte. Nach ihm ist heute aber noch die Wallace-Linie benannt.
Hiroya erinnert sich dabei an ein Erlebnis an der Kunstakademie, als ihm ein Kommilitone eine Idee gestohlen hat und erkennt, dass dies kein Zeichen für seine eigene Schwäche gewesen ist.
Später bewirbt sich Hiroya in einem Gemeinschaftshaus und bekommt einen Teilzeitvertrag.

### Masao
Masao gibt mit 65 Jahren seine Arbeit in einem Unternehmen auf und verabschiedet sich in den Ruhestand. Schnell merkt er, wie sehr ihn die Arbeit abgestumpft hat und dass ihn der Zeitvertreib, dem er während seines Arbeitslebens nachgegangen ist, nicht mehr befriedigt. Er macht sich auf die Suche nach einem Hobby und entdeckt das Go-Spielen für sich. Frau Komachi empfiehlt Masao neben Fachbüchern über das Go-Spiel auch den Gedichtband „Tragant und Frösche“ von Kusano Shinpei. Zuerst fühlt er sich darüber irritiert, dass sie auch einen Gedichtband in die Liste mitaufgenommen hat.
Da Masaos Tochter Chie nach ihrem Studium in einer kleinen Bahnhofsbuchhandlung arbeitet, möchte er das Buch dort kaufen. Durch die Bestellung in der Buchhandlung kommen sich Vater und Tochter wieder näher. Chie gesteht ihm, dass es Unsinn sei, wenn er gehört habe, dass es keine Buchhandlungen mehr geben werde. Bücher seien nämlich ein Grundbedürfnis der Menschen.
Etwas später lernt Masao auch den pensionierten Antiquitätenhändler aus der zweiten Episode kennen. Dieser erinnert sich daran, dass einmal ein Schüler bei ihm etwas gekauft habe. Er hofft, dass er seine Begeisterung für Antiquitäten behalten habe und inzwischen selbst ein eigenes Geschäft betreibt.
Der Roman endet mit der gemeinsamen Lektüre eines Gedichts von Kusano Shinpei durch Chie und Masao.

## Wissenswertes
Neben den zunächst ungewöhnlichen zusätzlichen Buchempfehlungen von Frau Komachi und dem Stechen von Figuren aus Filz spielen die fiktiven „Honey Dome“-Kekse, die die Bibliothekarin bei ihrer Arbeit nascht, die Rolle eines Running Gags.

## Kritik
„Wie die Autorin hier in fünf Episoden eine Bibliothekarin als lebens- und literaturbewanderte Führerin aus den Untiefen der Moderne einführt, die ihren Besuchern, Zweifler, Glückssucher und Drop-outs allesamt, Ideen, Lektüre und allerhand kuriose Ratschläge mit auf den Weg gibt, das findet Gnam lesenswert.“

## Ausgaben
- Michiko Aoyama: Frau Komachi empfiehlt ein Buch. Aus dem Japanischen übersetzt von Sabine Mangold, Rowohlt Verlag, Hamburg 2023, ISBN 978-3-463-00040-4.